# Pinhook Corners
Pinhook Corners és una concentració de població designada pel cens dels Estats Units a l'estat d'Oklahoma. Segons el cens del 2000 tenia 161 habitants.

## Demografia
Segons el cens del 2000, Pinhook Corners tenia 161 habitants, 56 habitatges, i 51 famílies. La densitat de població era de 6,4 habitants per km².
Dels 56 habitatges en un 33,9% hi vivien nens de menys de 18 anys, en un 73,2% hi vivien parelles casades, en un 8,9% dones solteres, i en un 8,9% no eren unitats familiars. En el 8,9% dels habitatges hi vivien persones soles el 3,6% de les quals corresponia a persones de 65 anys o més que vivien soles. El nombre mitjà de persones vivint en cada habitatge era de 2,88 i el nombre mitjà de persones que vivien en cada família era de 2,98.
Per edats la població es repartia de la següent manera: un 26,1% tenia menys de 18 anys, un 9,9% entre 18 i 24, un 24,8% entre 25 i 44, un 28,6% de 45 a 60 i un 10,6% 65 anys o més.
L'edat mediana era de 35 anys. Per cada 100 dones de 18 o més anys hi havia 98,3 homes.
La renda mediana per habitatge era de 23.958 $ i la renda mediana per família de 24.167 $. Els homes tenien una renda mediana de 14.583 $ mentre que les dones 27.500 $. La renda per capita de la població era de 12.003 $. Entorn del 17,5% de les famílies i el 9,2% de la població estaven per davall del llindar de pobresa.

## Poblacions més properes
El següent diagrama mostra les poblacions més properes.